# Няньки (фильм, 1994)
«Няньки» (англ. The Babysitters или Twin Sitters) — американская комедия, снятая в 1994 году. Режиссёром и автором сценария является Джон Парагон. В главных ролях — Питер Пол и Дэвид Пол.

## Сюжет
Фрэнк Хиллхёрст — владелец компании по грузоперевозкам, заработавший состояние на сотрудничестве с воротилой преступного бизнеса — Лиландом Строммом: с помощью грузовиков Фрэнка он сливает в море токсичные отходы, которые иначе было бы безмерно дорого утилизировать. Фрэнка Стромм держит в деле шантажом, угрожая его племянникам, близнецам Брэдли и Стивену, как уже когда-то расправился с родителями мальчиков, бывшими владельцами этого транспортного бизнеса. Хиллхёрст идёт на сотрудничество с органами госбезопасности, чистосердечно признавшись в содеянном, но чтобы дать показания, ему нужно на неделю обезопасить себя и близнецов.
Дэвид и Питер Фальконе — близнецы-бодибилдеры, фанаты Чака Норриса, добродушные, хозяйственные и мечтающие о собственном ресторане, но шансов получить на это дело средства у них нет. После неудачного визита в банк, они раздают еду в парке бездомным. В этом же парке Фрэнку агенты предлагают программу защиты свидетелей, когда вдруг гангстеры устраивают на Фрэнка покушение. Братья Фальконе спасают Фрэнка, и тот предлагает им на неделю взять на себя заботу и охрану племянников.
Избалованные близняшки не сразу ладят с телохранителями, но постепенно Дэвиду и Питеру удается найти с ними общий язык, и они становятся друзьями. Также любимой воспитательницей Брэдли и Стивена и любимой девушкой братьев Фальконе становится очаровательная учительница Джуди Ньюман.
После нескольких неудавшихся попыток устранения Хиллхёрста Стромм с помощью дворецкого Томаса похищает Брэдли, Стивена и Джуди. Выпытав у Томаса место (методом «детектора лжи», точнее — замучать), куда их отвезли, Дэвид и Питер призывают на помощь друзей-близнецов, мастеров единоборств, Тигров и Налимов, и отправляются на пришвартованный корабль, где освобождают мальчиков и учительницу из плена, а Стромм оказывается убит. Еле спасшись с взрывающегося корабля, близнецы возвращают племянников Фрэнку. Их мечта наконец сбывается — в финале они становятся владельцами и поварами своего ресторана, где весь персонал тоже набран из близнецов (деньги братья забрали у Томаса, так как правительство аннулировали вклады Хиллхёрста, и чек стал недействительным).

## В ролях
| Актёр            | Роль                                        |
| ---------------- | ------------------------------------------- |
| Питер Пол        | Питер Фальконе                              |
| Дэвид Пол        | Дэвид Фальконе                              |
| Кристиан Казинс  | Брэдли                                      |
| Джозеф Казинс    | Стивен                                      |
| Рена Софер       | Джуди Ньюман                                |
| Джаред Мартин    | Фрэнк Хиллхёрст                             |
| Барри Деннен     | Томас                                       |
| Джордж Лэзенби   | Лиланд Стромм                               |
| Валентина Варгас | Лолита                                      |
| Вик Тревино      | Рамон                                       |
| Дэвид Уиллс      | Беннетт                                     |
| Мазер Лав        | Пенни                                       |
| Дэнни Ли Кларк   | киллер                                      |
| Жак Линн Колтон  | Мать Питера и Дэвида                        |
| Дон Амендолия    | Леон Фальконе, отец Питера и Дэвида         |
| Линн Мари Стюарт | Бездомная женщина                           |
| Джон Парагон     | Мистер Бенджамин, кредитный инспектор банка |